# Typová označení tramvají Konstal
Typová označení tramvají Konstal se řídila pomocí kombinace několika písmen a číslic.

## Tramvaje vyráběny ze 50. až 60. let 20. století

### Motorové
1. a 2. místo
- číslice typové řady (generace): 00–15

3. místo
- N – označuje standardizovaný vůz

Příklad: 4N – motorový tramvajový vůz, čtvrtá generace, standardizovaný.
4. místo
- modifikace: 1–3

Příklad: 5N1 – motorový tramvajový vůz, pátá generace, standardizovaný, první modifikace.

### Vlečné
1. a 2. místo
- číslice typové řady (generace): 00–15[1]

3. místo
- N – označuje standardizovaný vůz

4. místo
- D – označuje vlečný vůz

Příklad: 4ND – tramvajový vůz, čtvrtá generace, standardizovaný, vlečný.
5. místo
- modifikace: 1–3

Příklad: 4ND1 – tramvajový vůz, čtvrtá generace, standardizovaný, vlečný, první modifikace.

## Tramvaje vyráběny ze 60. až 90. let 20. století
1. místo
- 1 – označuje motorový tramvajový vůz pro standardní rozchod[1]
- 8 – označuje motorový tramvajový vůz pro úzký rozchod[1]

2. a 3. místo
- číslice typové řady (generace): 02–14[2]

4. místo
- N – označuje standardizovaný vůz[1]

Příklad: 803N – motorový tramvajový vůz pro úzký rozchod, třetí generace, standardizovaný.
5. místo
- modifikace: a–z[2]

Příklad: 105Ng – motorový tramvajový vůz pro standardní rozchod, pátá generace, standardizovaný, šestá modifikace.